# Rhazya
Rhazya es un género de fanerógamas de la familia Apocynaceae. Contiene dos especies.

## Descripción
Son arbustos y subarbustos, en su mayoría sub glabros. Hojas alternas, coriáceas con los nervios oscuros. Inflorescencia densa en cima terminal o axilar con pequeñas flores blancas. Corola con 5 lóbulos, tubo cilíndrico con el interior de la garganta peluda. El fruto es un folículo cilíndrico erecto, con muchas semillas oblongas.

## Taxonomía
El género fue descrito por Joseph Decaisne y publicado en Annales des Sciences Naturelles; Botanique, sér. 2, 4: 80. 1835.

## Especies aceptadas
A continuación se brinda un listado de las especies del género Rhazya aceptadas hasta octubre de 2013, ordenadas alfabéticamente. Para cada una se indica el nombre binomial seguido del autor, abreviado según las convenciones y usos. 
- Rhazya greissii Tackholm & Boulos
- Rhazya stricta Decne.